# Leif Ericsson
Leif Ericsson (staronordijski: Leifr Eiríksson, islandski: Leifur Eiríksson, norveški: Leiv Eiriksson) (Island, oko 980. – Grenland, oko 1025.) bio je nordijski istraživač s Islanda, sin Erika Crvenog (islandski: Eiríkur rauði; engleski: Eric the Red), i unuk Þorvaldra Ásvaldssona, koji je također bio norveški razbojnik. Majka mu se zvala Fjoðhildr. Bio je oženjen s Forguni i imao je dvoje braće i jednu sestru. Njegov otac je uspostavio dvije norveške kolonije, zapadno naselje i istočno naselje na Grenlandu, zemlji koju je on imenovao. Ime mu se uz Ericsson piše i kao Eriksson ili Erikisson. Njegov život zabilježen je u dugim islandskim pričama koje se zovu sage.

## Rani život
Rodio se na otoku Islandu blizu današnjeg mjesta Búdardalur. Obitelj mu se preselila na Grenland oko 985. godine. Njegov otac osnovao je naselje blizu današnjeg mjesta Julianehåb. Oko 999. godine, krenuo je na plovidbu za Island i natrag u Norvešku gdje je postao kršćanin. Poslije se vratio u Grenland i propovijedao je kršćanstvo u poganskom naselju svojega oca.

## Potraga
Kada se vratio u Grenland, kupio je brod Bjarnija Herjolfsona i krenuo tražiti zemlju koju je Bjarni ranije otkrio.
Prema sagi Grœnlendinga saga, Leif je počeo pratiti Bjarnijev put oko 1000. godine. Prvu zemlju koju je otkrio zajedno sa svojom posadom od 35 članova, bila je "pokrivena ravnim kamenjima" i zato ju je Erikson nazvao "Helluland" (zemlja ravnog kamenja). Moguće je da je to današnji Baffinov otok. Nakon toga plovio je južnije kad je stigao do zemlje koja je bila ravna i šumovita s bijelim pjeskovitim obalama i nazvao ju je "Markland" (šumska zemlja). Jedna mogućnost je da je to današnji Labrador. Nastavio je prema jugu i sljedeći put kad su našli zemlju, Leif i njegova posada su se iskrcali i izgradili nekoliko kuća. Smatrali su da je zemlja bila lijepa: bilo je mnogo lososa u rijeci, klima je bila blaga s malo mraza tijekom zime, kad bi trava ostala zelena. Ostali su na ovom mjestu preko zime. Saga spominje da je jedan član Leifove posade, Tajrkir (možda Nijemac), našao grožđe (današnji povijesničari smatraju da je njegova posada pronašla brusnice ili ogrozde). Leif je zato ovu zemlju imenovao Vinland. Jedna druga teorija je da je "Vin" staro norveško ime za livadu, pa zato "Vinland". Današnja predviđanja smatraju da je "Vinland" u sjevernom Newfoundlandu. Preciznije, mnogi vjeruju da je norveško naselje kod L'Anse aux Meadows bila Leifova kolonija, no mnogi smatraju da je to nemoguće jer grožđe ne raste u tim krajevima.
Nakon zime su se krenuli vraćati prema Grenlandu opskrbljeni s nekoliko cjepanica jer je drveće u Grenlandu bila rijetkost. Na tom povratku kući spasili su 15 žrtava brodoloma, a oni su im za nagradu dali svoju teret. Taj teret je sa cjepanicama pomogao Ericssonu da postane bogat. Njegov otac Erik Crveni umro je nedugo nakon njegova povratka i onda je Ericsson ostao u Grenlandu da upravlja naseljima.
Nakon njegove ekspedicije idućih su 15 godina moreplovci putovali od Grenlanda do Vinlanda. Na jednoj takvoj ekspediciji je Indijanac ubio njegova brata Thorwalda. Čak se predviđa da je nordijsko istraživanje Amerike prestalo zbog napada domorodaca.
U Sjedinjenim Američkim Državama njegov se dan slavi 9. listopada.

## Vanjske poveznice
- Leif Ericsson Hrvatska enciklopedija
- Leiv Eiriksson (d. ca. 1020), Open Library
- Leiv Erikson -approximately 1020, WorldCat Identities
- Hipotetski portret Leifa Ericssona